# Poljana, Prevalje
Poljana este o localitate din comuna Prevalje, Slovenia, cu o populație de 139 de locuitori.